# Spring Lake (Alberta)
Spring Lake (dal 1959 al 1998 chiamato Edmonton Beach) è un villaggio del Canada, situato in Alberta, nella divisione No. 11.